# Stella (moneta)
La zecca degli Stati Uniti produsse nel 1879 e nel 1880, una prova di una nuova unità monetaria, la Stella, dal valore di 4 dollari statunitensi.
Queste prove erano state coniate per preparare l'adesione degli Stati Uniti all'Unione monetaria latina. Ma alla fine il Congresso americano decise di non aderire.
Furono provati due dritti: quello flowing hair (capelli fluenti) su disegno di Charles Edward Barber e quello coiled hair (capelli raccolti) di George T. Morgan.
Intanto queste prove misero in imbarazzo i Congressmen. Numerosi parlamentari avevano comprato a costo di produzione le poche centinaia di Stelle coniate. Lo scandalo nacque quando fu notato che un certo numero di esemplari erano finiti come pezzi di gioielleria ai colli di dame che operavano nei più famosi bordelli di Washington.